# Semibatteria
È detto semibatteria un set di batteria acustica composta da pochissimi elementi, in genere rullante, grancassa e charleston (hi-hat), o in altre versioni quali rullante, timpano, charleston o rullante, timpano, ride (piatto grande), utilizzati soprattutto nei generi rockabilly e punkrock.
Esistono varie versioni di semibatteria che comunque non prevedono l'utilizzo di più di 3 o 4 elementi del set tradizionale. Esempi conosciuti di batteristi che usano semibatterie sono Slim Jim Phantom degli Stray Cats e in Italia Karim Qqru degli Zen Circus.